# Speed Webb
Lawrence Arthur „Speed“ Webb (* 18. Juli 1906 in Peru, Miami County (Indiana); † 4. November 1994) war ein US-amerikanischer Jazz-Schlagzeuger, Sänger und Bigband-Leader.
„Speed“ Webb hatte als Kind Violinunterricht und lernte dann Mellophon und Schlagzeug. Im Alter von 17 Jahren gründete er seine erste Tanzband; danach studierte er Musik an der University of Illinois. Er schlug jedoch die von seinen Eltern geplante Karriere als Unternehmer aus und spielte ab 1925 bei den Hoosier Melody Lads, einer neu gegründeten achtköpfigen Band in Muncie (Indiana). Mit seinem eigenen Orchester, einer Territory Band, in der auch der Pianist Alex Hill und der Trompeter Reunald Jones spielten, trat er vorwiegend im Forest Park in Toledo (Ohio) auf, später ging er auf Tournee nach Kalifornien, wo ihn die MGM Studios für Filmauftritte engagierten, wie in dem Streifen Der Schmugglerkönig von Manhattan (1928). Nach seiner Zeit in Hollywood erweiterte Webb sein bisheriges Ensemble zu einer Big Band in Fort Wayne und holte einige neue Musiker in die Formation, darunter der Trompeter Roy Eldridge und der Pianist Teddy Wilson. Zu dieser Zeit gab er den Schlagzeug-Posten auf und konzentrierte sich auf die Leitung des Orchesters. In der Phase der Great Depression nach 1929 setzte Webbs Band erfolgreich ihre Tourneen fort; unter der Bezeichnung Hollywood Blue Devils bestand sie noch bis 1938. Nachdem Speed Webb sein Orchester aufgelöst hatte, begann er eine Sanitäter-Ausbildung und arbeitete später in South Bend (Indiana).

## Einzelnachweis
1. ↑  Washington University Libraries (Memento des Originals vom 7. Mai 2013 im Internet Archive)  Info: Der Archivlink wurde automatisch eingesetzt und noch nicht geprüft. Bitte prüfe Original- und Archivlink gemäß Anleitung und entferne dann diesen Hinweis.

| Personendaten    | Personendaten                                          |
| ---------------- | ------------------------------------------------------ |
| NAME             | Webb, Speed                                            |
| ALTERNATIVNAMEN  | Webb, Lawrence Arthur                                  |
| KURZBESCHREIBUNG | US-amerikanischer Jazz-Schlagzeuger und Bigband-Leader |
| GEBURTSDATUM     | 18. Juli 1906                                          |
| GEBURTSORT       | Peru, Miami County (Indiana)                           |
| STERBEDATUM      | 4. November 1994                                       |